# سیارک ۲۷۷۴۰
سیارک ۲۷۷۴۰ (به انگلیسی: 27740 Obatomoyuki، نامگذاری:1990UC1) بیست و هفت هزار و هفتصد و چهلمین سیارک کشف شده‌است که در ۲۰ اکتبر ۱۹۹۰ کشف شد.